# When Two Hearts Are Won
When Two Hearts Are Won è un cortometraggio muto del 1911 diretto da George Melford e prodotto dalla Kalem Company: è interpretato da Alice Joyce, Sidney Drew e George Melford. Il film uscì nelle sale il 6 settembre 1911.

## Trama
Trama e critica: (EN)  Stanford.edu

## Produzione
Prodotto dalla Kalem Company

## Distribuzione
Il film - un cortometraggio della durata di 11 minuti - uscì nelle sale statunitensi il 6 settembre 1911, distribuito dalla General Film Company. Copia della pellicola viene conservata negli archivi del BFI National Archive London.